# Inquisitor latifasciata
Inquisitor latifasciata is een slakkensoort uit de familie van de Pseudomelatomidae. De wetenschappelijke naam van de soort is voor het eerst geldig gepubliceerd in 1870 door Sowerby II.